# Andrew Battel
Andrew Battel (Essex, oko 1565. – 1614.), engleski gusar, pustolov i istraživač. Njegovo djelo "Neobični doživljaji Andrewa Battela" (The Strange Adventures of Andrew Battel) najpouzdaniji je izvor podataka o tajanstvenom iščezlom afričkom ratničkom ljudožderskom narodu Jagas, poznatom po napadu na Kraljevstvo Kongo.

## Životopis
Battel se 1589. godine kao gusar ukrcao na brod Dolphin pod zapovjedništvom Abrahama Cockea koji je otplovio izravno prema brazilskim obalama napadati brodove koji su trgovali s tamošnjim portugalskim naseobinama. Nakon raznih pustolovina u području ušća rijeke Rio de la Plata, Battel se iskrcao s četvoricom mornara kako bi nabavio hranu. Upali su u zasjedu Indijanaca u portugalskoj službi i bili zarobljeni. Videći što se dogodilo, Cocke je žurno otplovio, prepuštajući ljude snalaziti se kako znaju. Battel je odležao četiri mjeseca u zatvoru portugalskog naselja kod Rio de Janeira, a zatim je u lancima otpremljen u Luandu, novu luku za prikupljanje robova na obali današnje Angole.
Provest će kao portugalski zarobljenik gotovo 10 godina, dijelom u podzemnim tamnicama, ali uglavnom služeći kao kormilar ili vojnik, putujući s portugalskim trgovačkim ekspedicijama duž zapadnoafričke obale ili kroz prašume unutrašnjosti. 1600. ili 1601. godine, sa skupinom Portugalaca i mulata, uputio se do jednog plemena udaljenog od obale današnje Angole dva dana hoda kroz prašumu. Kad su formirali karavanu i spremili se za povratak do broda, napao ih je poglavica Mofarigosat. Domoroci su dopustili bijelcima otići ako ostave jednog taoca, pa su se Portugalci odlučili za Engleza Battela, umjesto nekog od svojih sunarodnjaka. Plašeći se za život, Battel je uspio pobjeći kroz prašumu u čijim su ga dubinama zarobili Jake. Svi stanovnici naselja okupili su se gledati ga i čuditi mu se, jer dotad tamo nitko nikada nije vidio bijelca.
Primljen u vojsku Jaka sudjelovao je u njihovim ratnim pohodima, spaljivao sela, pio palmino vino, plesao i orgijao na gozbama s ljudskim mesom. Ostao je među Jakama gotovo pune dvije godine, ali se u toku pljačkaških napada našao tako daleko na zapadu da ponovno ugleda more. To mu je omogućilo pobjeći brodom.